# Stephen A. White
Stephen Augustus White (* 20. Jh.) ist ein US-amerikanischer Klassischer Philologe und Philosophiehistoriker.
Nach einem B.A. in Philosophie 1978 an der University of Illinois at Urbana-Champaign und einem M.A. in Classics ebendort 1980 wurde White 1987 an der University of California, Berkeley zum Ph.D. promoviert. Im akademischen Jahr 1987 / 1988 war er zunächst Assistant Professor im Department of Classics des Carleton College und wechselte 1988 in gleicher Funktion an das Department of Classics der University of Texas at Austin, wo er 1995 zum Associate Professor und 2005 zum Professor ernannt wurde. Von 1996 bis 2015 war er zugleich Leiter des Joint Classics and Philosophy Graduate Program in antiker Philosophie.
White arbeitet zur Ethik des Aristoteles, zur Stoa (Poseidonios), zu Raum und Materie bei den Milesiern und zur Geschichte des Peripatos (Klearchos von Soloi, Lykon aus der Troas, Hieronymos von Rhodos, Ariston von Keos). Er hat zudem eine Übersetzung des Diogenes Laertios veröffentlicht.

## Schriften (Auswahl)
- (Hrsg. mit Robert Mayhew, David C. Mirhady, Tiziano Dorandi): Clearchus of Soli. Text, Translation, and Discussion (= Rutgers University Studies in Classical Humanities, Band 21). Routledge, London 2022.
- Diogenes Laertius: Lives of Eminent Philosophers. Translation with introduction and notes. Cambridge University Press, Cambridge 2021
- (Hrsg. mit William Wall Fortenbaugh): Aristo of Ceos. Text, Translation, and Discussion (= Rutgers University Studies in Classical Humanities, Band 13). Transaction, New Brunswick 2006. – Rezension von Ivo Volt, Göttinger Forum für Altertumswissenschaft 9, 2006, S. 1083–1095 (online).
- (Hrsg. mit William Wall Fortenbaugh): Lyco of Troas and Hieronymus of Rhodes. Text, Translation, and Discussion (= Rutgers University Studies in Classical Humanities, Band 12). Transaction, New Brunswick 2004.
- Sovereign Virtue. Aristotle on the Relation Between Prosperity and Happiness. Stanford University Press, Stanford 1992.